# 風はみらい色
「風はみらい色」（かぜはみらいいろ）は日本の都道府県の一つ、佐賀県のイメージソングとして1993年（平成5年）に発表された財津和夫の楽曲である。
日本音楽著作権協会（JASRAC）のデータベース登録情報には「佐賀県準県歌」との注釈がある。

## 概要
県のイメージアップキャンペーンの一環として歌詞を公募し、財津和夫が県の依頼により歌詞の補作・作曲・編曲・歌唱・プロデュースを行い1993年4月1日に発表された。パイオニアLDC（現ジェネオン・ユニバーサル・エンターテイメントジャパン）が8センチCDを製造している（非売品）。
現在はサガテレビで放映中の県政情報番組『県庁だより』のBGMとして、また佐賀県庁の電話保留音として使用されている。